# Taina jocului de cuburi
Taina jocului de cuburi este un film românesc din 1990 regizat de Gheorghe Naghi. Rolurile principale au fost interpretate de actorii Andrei Niculescu, Cristina Deleanu, Mihai Mereuță.

## Distribuție
Distribuția filmului este alcătuită din:
- Andrei Niculescu — Răducu, un băiețel de șase-șapte ani care se mută la București după o vacanță lungă la țară
- Cristina Deleanu — educatoarea grupei mari de la o grădiniță din București
- Marioara Sterian — mama lui Răducu
- Paul Chiribuță — tatăl lui Răducu
- Mihai Mereuță — bunicul lui Răducu, pădurar
- Monica Ghiuță — bunica lui Răducu
- Valeriu Paraschiv — medicul grădiniței
- Coca Enescu — tușa Tina, bucătăreasa grădiniței
- Mihai Ile — Șerban, un copil pârâcios
- Ana Maria Zotta — Măriuța, o fetiță șatenă, gazda lui Răducu la grădiniță
- Ioana Filip — Cocuța, o fetiță blondă pasionată de muzică
- Silvia Șani — Silvia, o fetiță blondă (menționată Schany Silva)
- Matei Szabo — Georgică, un băiețel roșcovan și pistruiat
- Antonius Stoiculescu — Ionel, un băiețel cu părul buclat
- Monica Bota — Monica, fetița brunetă cu ochelari
- Lăcrămioara Martin — Lăcrămioara, o fetiță șatenă
- Adriana Cucinschi
- Bianca Brad — Anca, o fetiță brunetă
- Andreea Florea — Andreea, o fetiță blondă și știrbă
- Mihnea Anastasiu — Mihnea, un băiețel șaten
- Ovidiu Anton
- Radu Pralea
- Gabriela Rădulici
- Alexandru Dinescu
- Cristian Ivan
- Sorin Tudor
- Gheorghe Naghi — nea Vasile, îngrijitorul grădiniței (nemenționat)
- câinele Laur-Balaur
- calul Vifor
- căprioara Sprinteioara

## Primire
Filmul a fost vizionat de 37.844 de spectatori în cinematografele din România, după cum atestă o situație a numărului de spectatori înregistrat de filmele românești de la data premierei și până la data de 31 decembrie 2014 alcătuită de Centrul Național al Cinematografiei.